# Heinz Schwabe
Heinz Schwabe (* 25. März 1910 in Schönsee, Westpreußen; † 17. Dezember 1988 in München) war ein deutscher Zeichner und Grafiker.

## Leben und Wirken
Markante Daten seines Lebenslaufes sind unter der Überschrift Ein neuer Zeitungskopf in der ersten Ausgabe der am 22. Juli 1945 erstmals in Berlin erschienenen CDU-Tageszeitung Neue Zeit enthalten, den er grafisch in großen Buchstaben gestaltet hat.
Seine berufliche Entwicklung begann in einer Berliner Druckerei und sein Betätigungsfeld als junger Künstler lag in Zeitungsverlagen der ehemaligen Reichshauptstadt, z. B. im Verlag Scherl Berlin, und Industriebetrieben. Wertvolle Anregungen für seine künstlerische Arbeit holte sich Schwabe während eines einjährigen Aufenthaltes vor 1945 in Schweden, vor allem in Stockholm. Bereits vor 1939 wirkte Schwabe – obwohl Autodidakt – freiberuflich als Gebrauchsgraphiker.
Im Juli 1945 bereitete Heinz Schwabe als Referent für bildende Kunst der Kulturkammer eine Grafik-, Plastik- und Gemälde-Ausstellung über Werke von Karl Christian Ludwig Hofer und Hermann Max Pechstein sowie anderer in der Zeit des Nationalsozialismus geächteter Künstler wie z. B. Max Kaus vor. Egon Bahr – damals Journalist bei der Berliner Zeitung – nannte als ein Ziel der Ausstellung, „das Publikum wieder Geschmack zu lehren“. Der Dokumentarfilmer und Kunsthistoriker Hans Cürlis hat das Motiv im Bild festgehalten, wie der Maler Hofer mit dem Graphiker Schwabe, Leiter der Ausstellung im Berliner Haus der Kammer der Kunstschaffenden in der Schlüterstraße 46, im Gespräch vertieft ist. An der neugegründeten Kunsthochschule Berlin-Weißensee hatte er 1946/1947 einen Lehrauftrag für das Fach kommerzielle Kunst. Im Jahr 1949 zog Heinz Schwabe nach Düsseldorf. Dort gründete er die Firma Heinz Schwabe GmbH zusammen mit dem aus Berlin zugezogenen Grafiker Adolf-Ernst Wuttke. Beide Grafiker beteiligten sich mit eigenen Entwürfen an der achten Ausgabe der 1957er Wohlfahrtsmarken-Serie Helfer der Menschheit, die in jenem Jahr dem Bergbau gewidmet wurde. Erfahrungen in der Gestaltung von Briefmarken hatte Schwabe bereits 1945 gesammelt, als er zusammen mit dem Grafiker Goldammer für die Oberpostdirektion (OPD) Berlin den Briefmarkensatz Berliner Bär als Wappentier und Symbole des friedlichen Wiederaufbaus entwarf. Die Briefmarken Bären und Eichen galten vom 3. August 1945 bis zum 31. Oktober 1946 sowohl in der Viersektorenstadt Berlin unter alliierter Besetzung als auch im Land Brandenburg (OPD Potsdam) in der SBZ. Für die Weihnachtsausgabe am 24. Dezember 1945 der Zeitung Neue Zeit fertigte Heinz Schwabe eine Federzeichnung in Holzschnitttechnik an.
Ende der 1970er Jahre lebte Schwabe in München.

## Weblinks

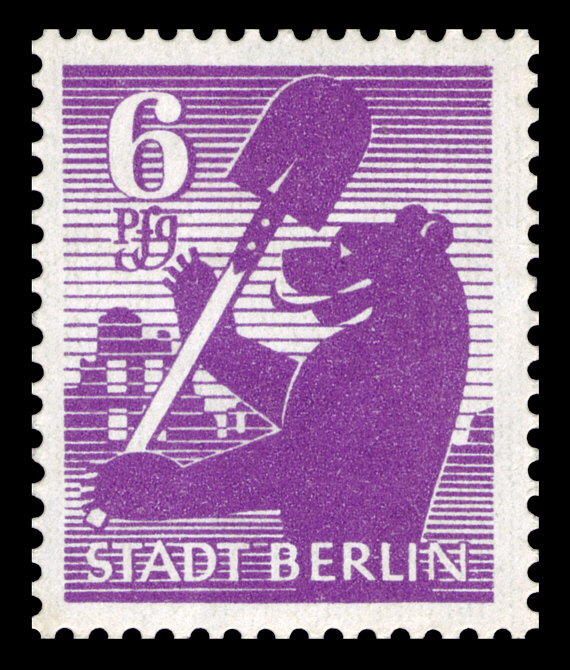
Ansicht der 6-Pfennig-Briefmarke Berliner Bär mit Aufbau-Schaufel, entworfen von Heinz Schwabe 1945